# Martin Metzger (Radsportler)
Martin Metzger (* 18. November 1925 in Aadorf; † 17. Juni 1994 in Elgg) war ein Schweizer Radrennfahrer und nationaler Meister im Radsport.

## Sportliche Laufbahn
Als Amateur siegte er in den Rennen Zwei Tage von Lausanne 1947 und Locarno–Zürich 1948. 1949 wurde er Vize-Meister im Strassenrennen hinter Giovanni Rossi.
1949 wurde er Unabhängiger. Von 1951 bis 1956 startete er als Berufsfahrer. Er begann im Radsportteam Condor. 
1949 gewann er im Querfeldeinrennen (heutige Bezeichnung Cyclosport) die nationale Meisterschaft vor Willy Hutmacher. 1950 verteidigte er den Titel erfolgreich. 1951 wurde er Dritter im Meisterschaftsrennen. Metzger war auch im Strassenradsport erfolgreich. 1950 gewann er jeweils eine Etappe in der Tour de Romandie und in der Tour de Suisse. 1953 gewann er zwei Etappen des heimischen Etappenrennens. Im Eintagesrennen Vier-Kantone-Rundfahrt 1953 belegte er beim Sieg von Jan Lambrichs den 3. Platz.
Metzger bestritt alle Grand Tours. Die Tour de France fuhr er viermal. 1953 wurde er 68. des Endklassements, 1950, 1952 und 1954 schied er aus. Im Giro d’Italia wurde er 1951 73. und 1954 29. der Gesamtwertung. In der Vuelta a España 1956 schied er aus. Die Tour de Suisse fuhr Metzger achtmal. Der 8. Platz 1950 war sein bestes Gesamtresultat.